# Grimm Job
Grimm Job (titulado Los cuentos de Grimm en Hispanoamérica y Cuentos de Grimm en España) es el décimo episodio de la serie animada de comedia Padre de familia. Se estrenó originalmente por FOX el 12 de enero de 2014. El episodio fue escrito por Alec Sulkin y dirigido por Joe Vaux.

## Argumento
Peter se sienta y le cuenta a Stewie algunos cuentos de hadas. 

### Jack y las habichuelas mágicas
Jack (interpretado por Peter) es enviado por su esposa (interpretada por Lois) a vender su vaca (interpretado por Brian Griffin) por dinero para comprar comida. A pesar de sus advertencias de no comprar frijoles mágicos, que se cruza con un troll (interpretado por Mort Goldman) que lo comercializa frijoles mágicos para la vaca. La esposa se disgusta y los arroja fuera queriendo Jack para conseguir un trabajo de verdad. Esa noche, los granos crecen en una planta gigante. Jack decide subir por ella y descubre un castillo en las nubes. Allí, se encuentra el la gallina de los huevos de oro (interpretado por Stewie), pero se despierta el gigante (interpretado por Chris Griffin), quien lo reta a una pelea. Jack decide escapar y huye hacia abajo el tallo donde Rumpelforeskin (interpretado por Glenn Quagmire) está aserrando hacia abajo para bloquear su visión de tuffet de Little Miss Muffet (que tiene que ver a su tuffet para hacer cuajada y suero). Aunque Rumpleforeskin no podía recibir ayuda de la fuera de la pantalla Little Boy Brown (interpretado por Cleveland Brown) ya que no puede encontrar sus guantes. Jack logra poner en claro y el tallo cae que mata al gigante. Con la gallina en su poder, sus problemas financieros se resuelven, pero sus problemas sexuales siguen siendo en gran medida un problema. 

### Caperucita Roja
Little Red Riding Hood (interpretado por Stewie) recibe una cesta de comida de su madre (interpretada por Lois) para llevársela a la abuela (interpretada por Barbara Pewterschmidt) y establece a través del bosque. Después de encontrarse con criaturas encantadas, "ella" se encuentra con el Lobo Feroz (interpretado por Brian), que hablarán de los "Tres Cerditos" como explica Rojo que está en su camino a casa de la abuela. En la casa de la abuela, el abuelo de Caperucita Roja (interpretado por Carter Pewterschmidt) se dirige a la mujer mayor en la casa del zapato para conseguir la Vieja (interpretado por Consuela) para poner en orden allí o él va a alquilar su casa a Ricitos de Oro y el tres osos (los tres osos son en realidad representan como tres hombres homosexuales). The Big Bad Wolf llega primero y trucos de la abuela en dejarlo en la casa y comer ella. Después de empezar a ir a través de la farsa que el Lobo Feroz es realmente la abuela, Rojo no puede ya mantener el ritmo y el Lobo Feroz está de acuerdo. Aunque él se pregunta por qué ella se siente mal cuando él es consciente de que está a punto de ser sacrificado por el hombre de los bosques (interpretado por Peter) que elige ese momento para estallar a través de la puerta y eviscerar el lobo con una motosierra la exposición de los restos de la abuela antes de apresurarse a la siguiente casa. Pregunta, si él era realmente el héroe o simplemente un lunático va de casa en casa matando a la gente como se escuchan gritos. 

### Cenicienta
En la misma línea argumental que la película de Disney, La Cenicienta (interpretada por Lois) se ve obligada a trabajar por sus hermanastras (interpretadas por Meg y Stewie) cuando llega un mensaje con una invitación a un baile por el príncipe azul (interpretado por Peter). Cenicienta llega, listo para ir a la pelota con su familia política, pero sus hermanastras rasgar el vestido, a instancias de su madrastra (interpretado por Barbara Pewterschmidt). Su hada madrina (interpretado por el Alcalde Adam West) llega y le otorga un vestido nuevo y el carro (hecho de la versión medieval de Joe Swanson) para ir al baile, así como convertir al perro (interpretado por Brian) en un caballo para tirar el carro. En el baile, el Príncipe Encantador satisface las malvadas hermanastras y rechaza sus avances, pero se enamora de Cenicienta. Después bailan y comienzan a besarse, el reloj marque la medianoche y Cenicienta se ve obligado a huir de la pérdida de su zapatilla de cristal a la salida. Al día siguiente, el Príncipe Encantador ordena al Capitán de la Guardia (interpretado por Seamus) para enviar a sus hombres a buscar a la muchacha cuyo pie se ajuste a la zapatilla. Después de los intentos fallidos de las casas de las mujeres diferentes (dos de los cuales fueron interpretados por Angela y Tricia Takanawa), el Príncipe Encantador y sus hombres llegan a la casa de Cenicienta. Antes de príncipe azul puede probar el zapato de cristal en las hermanastras, conoce a Cenicienta como chica de sus sueños y se casaron hasta que se separaron siete meses más tarde con el fin de renovar su relación.

## Recepción

### Audiencia
El episodio fue visto por 5.22 millones de televidentes en su estreno en Estados Unidos. Esto lo convirtió en el espectáculo más visto de la noche de la dominación de la animación en FOX ganando a American Dad!, Bob's Burgers y Los Simpson.

### Recepción crítica
Eric Thurm de The A.V. Club le dio al episodio un C-, diciendo "Grimm Job" tiene el tiempo justo para correr a través de los ritmos básicos de cada historia, haciendo la versión más superficial posible de un cuento de hadas de Padre de familia". "También señaló que el segmento de Stewie y Brian (Red Riding Hood) era el más divertido de la noche".
- Datos: Q16162679